# Beire (Paredes)
Beire es una freguesia portuguesa del concelho de Paredes, con 3,38 km² de superficie y 2.256 habitantes (2001). Su densidad de población es de 667,5 hab/km².